# Media Records
La Media Records è stata una casa discografica indipendente fondata a Brescia nel 1987 dal produttore Gianfranco Bortolotti.

## Storia della Media Records
Ha portato al successo progetti come Cappella, Club House, 49ers, East Side Beat, Antico, Anticappella ed innumerevoli disc jockey come Mauro Picotto, Gigi D'Agostino, Mario Più, Francesco Zappalà, Joy Kitikonti, Fargetta, Molella e Prezioso, oltre a pubblicare in Italia dischi di artisti esteri come Prodigy, Speedy J, Moby, Felix, Laurent Garnier, WestBam, Thomas Schumacher, Bob Sinclar, Ferry Corsten, Armin Van Buuren e Tiësto.
Ha creato filiali nei Paesi Bassi, Belgio, Spagna, Scandinavia, Germania, Gran Bretagna e Stati Uniti. Tra le operazioni più emblematiche della Media Records, la sponsorship di Valentino Rossi nel 1996, al suo debutto in classe 125, e l'utilizzo (con relativa vendita attraverso il proprio sito internet) del formato MP3 nel 2000.
Nel 2004 Gianfranco Bortolotti, dopo aver collezionato più di un centinaio di dischi d'oro e di platino, lascia la veste di general manager e produttore per dedicarsi ad attività di architectural e interior designer e viene sostituito da Filippo Pardini. Nel 2006 il catalogo editoriale della Media Records viene venduto alla Warner Bros. mentre quello discografico ceduto alla ZYX. La NoiseMaker di Gigi D'Agostino rimane in attività fino al 2009.

## Il ritorno di Gianfranco Bortolotti
Nel 2015 Gianfranco Bortolotti torna ad occuparsi di musica, riportando in vita la Media Records e diverse etichette come BXR, Underground, UMM ed Heartbeat. Nel contempo ne crea alcune nuove di zecca come la Italo, destinata al pop ed hip hop in lingua italiana, la Neural Records affidata a Mario Più che si occupa di musica trance dai nuovi risvolti, la EDMedia che ha lo scopo di pubblicare nuove versioni in chiave EDM e trance delle hit tratte dal catalogo Media Records che vantano dischi d'oro o di platino e la Firstplanet che capitanata da Elvio Moratto è diventata un laboratorio sonoro.

## La nascita di Media Records NXT
Novembre 2020 segna un'altra pagina nella storia della Media Records, viene aperta la Media Records NXT, nuova anima giovanile e più vicina al mondo dance "pop" che ottiene la licenza italiana esclusiva del brano Memories, realizzato dal DJ e produttore Italiano Alex Pizzuti. Il brano, originariamente pubblicato dall'etichetta discografica Hexagon (del DJ olandese Don Diablo) riceve supporti importanti da DJ di fama internazionale quali David Guetta, Showtek, Sam Feltd e tanti altri.
A Gennaio 2021 esce il primo disco ufficiale della nuova label:"Patrick Swayze" firmato da Greta Tedeschi, DJane numero uno in Italia (fonte DJane Mag Italy) e numero 95 nella classifica mondiale (fonte DJane Magazine).

## Sottoetichette
Fra le sue etichette più importanti (oltre a quella dell'omonima casa discografica, ovvero Media Records) vanno segnalate:
- BXR, dedicata alla musica techno e trance
- UMM per le produzioni house ed underground
- Heartbeat per le produzioni house e deep house
- Neural Records per la nuova musica trance gestita da Mario Più
- GFB per le produzioni techno, trance e progressive
- NoiseMaker gestita artisticamente da Gigi D'Agostino
- Underground e Sacrifice per le produzioni techno e trance di stampo più sperimentale
- Firstplanet per tutti i generi musicali sperimentali s'intende, gestita da Elvio Moratto
- Futurenoize per produzioni di musica elettronica slow style (dai 75 ai 110 bpm) sulle orme dello stile lento e violento.
- Media Records NXT, nuova anima dance "commerciale" aperta ufficialmente nel 2021